# Notoreas synclinalis
Notoreas synclinalis là một loài bướm đêm trong họ Geometridae.